# Vereinigte Breslauer Sportfreunde
Die Vereinigten Breslauer Sportfreunde waren ein deutscher Sportverein aus dem niederschlesischen Breslau.

## Geschichte
Die Vereinigten Breslauer Sportfreunde wurden 1904 unter dem Namen SC 1904 Breslau gegründet. 1910 wurde der Vorsitz des Vereins vom jüdischen Kaufmann und Kunstsammler Leo Lewin übernommen, der aus dem Verein einen Spitzenklub formen wollte, der auch auf Reichsebene mithalten konnte. Auf Grund von Verleitung zum Berufsspielertum, Lewin hatte einigen Spielern Geldbeträge für Spiele gezahlt, wurde der Verein nach einer außerordentlichen Verbandstagung des SOFV am 15. Januar 1911 für drei Spielzeiten disqualifiziert. Diese Sperre wurde im Nachhinein auf Dauer 1. Oktober 1911 gekürzt, vier Spieler wurden zu Berufsspielern erklärt und daraufhin disqualifiziert, Leo Lewin wurde wegen Verleitung zur Berufsspielerei auf fünf Jahre gesperrt. Am 8. Januar 1912 erfolgte die Umbenennung in Verein Breslauer Sportfreunde. 1912 wechselte der Nationalspieler Camillo Ugi zu den Sportfreunden, ihm wurde dafür eine eigene Werkstatt für die Herstellung von Kinematographen in Aussicht gestellt. Bei der südostdeutschen Fußballmeisterschaft 1913/14 erreichte der Verein das Finale, welches jedoch 1:3 gegen den FC Askania Forst verloren ging. Nach dem Ersten Weltkrieg erfolgte 1919 die Fusion mit dem SC Preußen Breslau zu Vereinigte Sportfreunde Breslau.
In den 1920er Jahren gehörte der Verein zu den führenden Mannschaften des Südostdeutschen Fußball-Verbandes und gewann zwischen 1920 und 1924 die südostdeutsche Meisterschaft fünfmal nacheinander. Geprägt war diese Zeit auch durch eine Rivalität mit dem FC Viktoria Forst, beide Vereine trafen regelmäßig in der Endrunde aufeinander. 1920 gewann Breslau das Finale der südostdeutschen Meisterschaft mit 6:2 gegen Viktoria Forst und qualifizierte sich somit erstmals für die Endrunde um die deutsche Meisterschaft. Bei dieser besiegten die Sportfreunde im Viertelfinale die Union Oberschöneweide mit 3:2 in Breslau, schieden jedoch nach einem 0:4 gegen die SpVgg Fürth in Leipzig aus.
1921 trafen im Finale um die südostdeutsche Meisterschaft erneut die Vereinigten Breslauer Sportfreunde auf den FC Viktoria Forst aufeinander. Auch diesmal setzten sich die Breslauer durch, das Spiel ging 2:1 nach Verlängerung aus. Bei der anschließenden deutschen Meisterschaft 1921 schied die Mannschaft im Viertelfinale durch ein 1:2 gegen den Halleschen FC Wacker aus. 1922 gewann der Verein wieder die südostdeutsche Meisterschaft, durfte diesmal jedoch nicht an der Endrunde um die deutsche Meisterschaft teilnehmen. Nach Beendigung des Turniers waren drei Mannschaften (Vereinigte Breslauer Sportfreunde, FC Viktoria Forst, FC Preußen Kattowitz) punktgleich, so dass Entscheidungsspiele nötig wurden. In der Zwischenzeit fiel die Stadt Kattowitz jedoch an Polen, so dass Spieler des FC Preußen Kattowitz wegen Passschwierigkeiten vorerst nicht an der Entscheidungsspielen teilnehmen konnten. Um dennoch einen Teilnehmer für die Endrunde zur deutschen Meisterschaft schicken zu können, fand ein Entscheidungsspiel zwischen den Breslauer Sportfreunden und dem FC Viktoria Forst statt, welches die Forster gewannen. Die Entscheidung um die südostdeutsche Meisterschaft fand dann später statt. Dort setzten sich die Breslauer durch, konnten aber aus zeitlichen Gründen nicht mehr an der deutschen Meisterschaft teilnehmen. 1923 wurden die Breslauer Sportfreunde zum vierten Mal hintereinander Südostdeutscher Meister. Bei der deutschen Meisterschaft 1923 schied Breslau gegen die SpVgg Fürth mit 0:4 aus. Ein Jahr später wiederholte sich der Triumph der südostdeutschen Fußballmeisterschaft zum fünften Mal. Bei der deutschen Meisterschaft 1923/24 war erneut im Viertelfinale Schluss. Die Breslauer unterlagen dem Hamburger SV mit 0:3.
Als die Textilfabrik des Vereinsvorsitzenden und Geldgebers Lewin 1927 in wirtschaftliche Schwierigkeiten geriet, wirkte sich dies auch auf den Verein aus. 1927 wurde zwar zum sechsten und letzten Mal die Meisterschaft in Südostdeutschland gewonnen, ab Beginn der 1930er-Jahre war der Verein jedoch nur noch im Mittelfeld der Breslauer Fußballliga zu finden und qualifizierte sich nicht mehr für die Endrunde. Vor dem Hintergrund des politischen Stimmungswechsels in Deutschland emigrierte die Familie Lewin nach London. Auf Druck der Nationalsozialisten wurde der Verein 1933 mit dem Breslauer SC 08 zum Breslauer SpVg 02 fusioniert und spielte fortan im Mittelfeld der Gauliga Schlesien. Nach Ende des Zweiten Weltkrieges wurde aus Breslau das polnische Wrocław und die Breslauer SpVg 02 musste aufgelöst werden.
Die Heimspiele bestritten die Breslauer im Südpark.

## Logohistorie

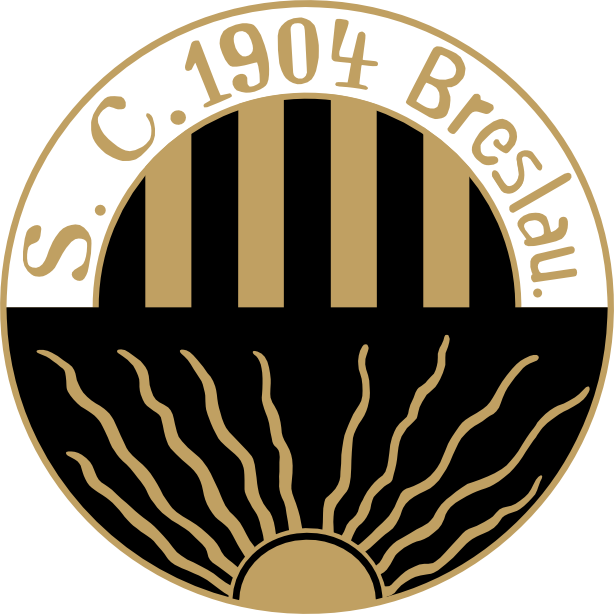
SC 1904 Breslau (1904–1911)
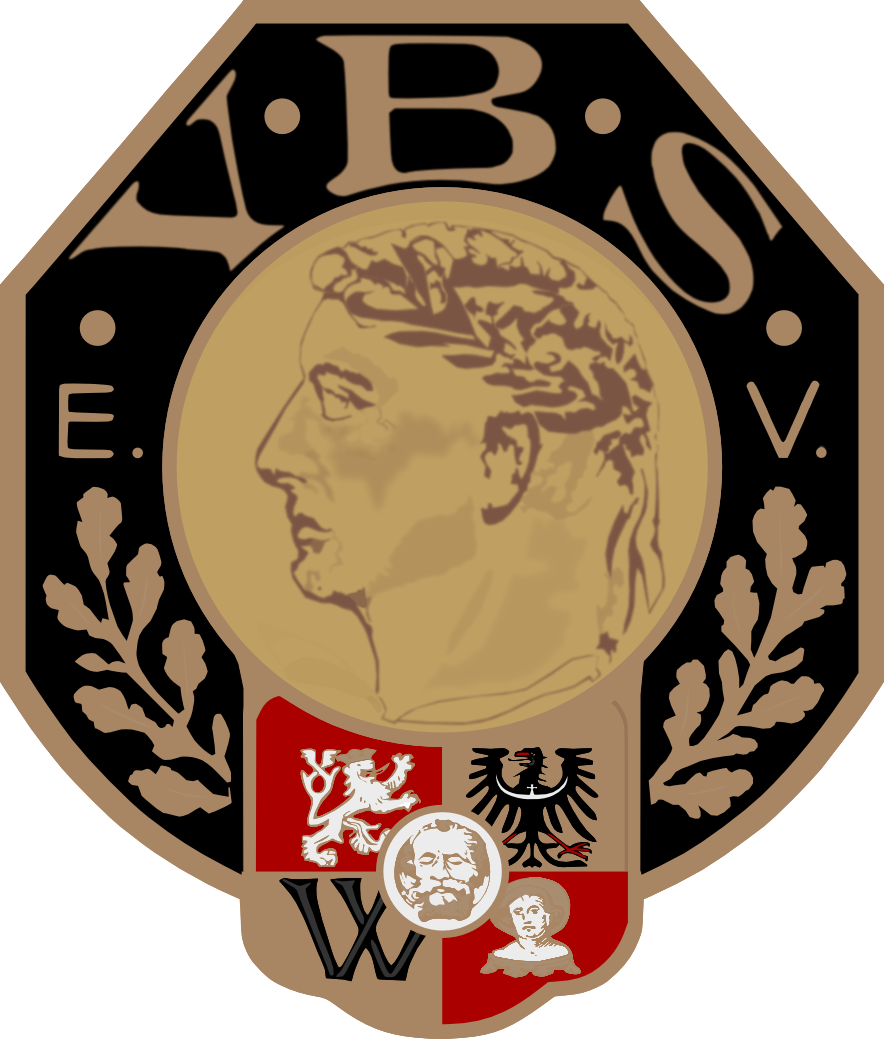
Verein Breslauer Sportfreunde (1911–1919)

## Erfolge
Fußball
- Halbfinale in der Endrunde zur deutschen Meisterschaft: 1920
- 7 × Teilnahme an der Endrunde um die deutsche Meisterschaft: 1920, 1921, 1923, 1924, 1927, 1928, 1930
- 6 × Südostdeutscher Meister: 1920, 1921, 1922, 1923, 1924, 1927
- 2 × Südostdeutscher Vizemeister: 1928, 1930
- 3 × Mittelschlesischer Meister: 1922, 1923, 1924
- 5 × Breslauer Meister: 1914 (als Verein Breslauer Sportfreunde), 1920, 1922, 1923, 1924

Handball
- 3 × Teilnahme an der Deutschen Feldhandball-Meisterschaft: 1924 (Finale), 1925, 1926

## Spieler
- Fritz Blaschke
- Fritz Langner
- Camillo Ugi
- Horst Woydt

## Trainer
- Leó Weisz